# Lalruatthara
 Lalruatthara (Mizoram, 17 gennaio 1995) è un calciatore indiano, difensore dell'Aizawl.

## Statistiche

### Presenze e reti nei club
| Stagione               | Squadra                | Campionato             | Campionato | Campionato | Coppe nazionali | Coppe nazionali | Coppe nazionali | Coppe continentali | Coppe continentali | Coppe continentali | Altre coppe | Altre coppe | Altre coppe | Totale | Totale |
| Stagione               | Squadra                | Comp                   | Pres       | Reti       | Comp            | Pres            | Reti            | Comp               | Pres               | Reti               | Comp        | Pres        | Reti        | Pres   | Reti   |
| ---------------------- | ---------------------- | ---------------------- | ---------- | ---------- | --------------- | --------------- | --------------- | ------------------ | ------------------ | ------------------ | ----------- | ----------- | ----------- | ------ | ------ |
| 2015                   | Aizawl                 | IL2                    | 7          | 0          | -               | -               | -               | -                  | -                  | -                  | -           | -           | -           | 7      | 0      |
| 2015-2016              | Aizawl                 | IL                     | 16         | 0          | FC              | 1               | 0               | -                  | -                  | -                  | -           | -           | -           | 17     | 0      |
| 2016                   | Delhi Dynamos          | ISL                    | 0          | 0          | -               | -               | -               | -                  | -                  | -                  | -           | -           | -           | 0      | 0      |
| 2016-2017              | Aizawl                 | IL                     | 16         | 0          | FC              | 3               | 0               | -                  | -                  | -                  | -           | -           | -           | 19     | 0      |
| 2017-2018              | Kerala Blasters        | ISL                    | 17         | 0          | SC              | 1               | 0               | -                  | -                  | -                  | -           | -           | -           | 18     | 0      |
| 2018-2019              | Kerala Blasters        | ISL                    | 12         | 0          | SC              | 0               | 0               | -                  | -                  | -                  | -           | -           | -           | 12     | 0      |
| 2019-2020              | Kerala Blasters        | ISL                    | 3          | 0          | SC              | -               | -               | -                  | -                  | -                  | -           | -           | -           | 3      | 0      |
| 2020-2021              | Kerala Blasters        | ISL                    | 5          | 0          | -               | -               | -               | -                  | -                  | -                  | -           | -           | -           | 5      | 0      |
| Totale Kerala Blasters | Totale Kerala Blasters | Totale Kerala Blasters | 37         | 0          |                 | 1               | 0               |                    | -                  | -                  |             | -           | -           | 38     | 0      |
| 2021-2022              | Odisha                 | ISL                    | 12         | 0          | -               | -               | -               | -                  | -                  | -                  | -           | -           | -           | 12     | 0      |
| 2022-2023              | Odisha                 | ISL                    | 4          | 0          | SC              | 0               | 0               | QAFC Cup           | 0                  | 0                  | DC          | 1           | 0           | 5      | 0      |
| Totale Odisha          | Totale Odisha          | Totale Odisha          | 16         | 0          |                 | 0               | 0               |                    | -                  | -                  |             | 1           | 0           | 17     | 0      |
| 2023-2024              | Inter Kashi            | IL                     | 1          | 0          | SC              | 3               | 0               | -                  | -                  | -                  | -           | -           | -           | 4      | 0      |
| 2024-2025              | Aizawl                 | IL                     | 0          | 0          | SC              | 0               | 0               | -                  | -                  | -                  | -           | -           | -           | 0      | 0      |
| Totale Aizawl          | Totale Aizawl          | Totale Aizawl          | 34         | 1          |                 | 4               | 0               |                    | -                  | -                  |             | -           | -           | 38     | 1      |
| Totale carriera        | Totale carriera        | Totale carriera        | 88         | 1          |                 | 8               | 0               |                    | -                  | -                  |             | 1           | 0           | 97     | 1      |

### Cronologia presenze e reti in nazionale
| Cronologia completa delle presenze e delle reti in nazionale ― India | Cronologia completa delle presenze e delle reti in nazionale ― India | Cronologia completa delle presenze e delle reti in nazionale ― India | Cronologia completa delle presenze e delle reti in nazionale ― India | Cronologia completa delle presenze e delle reti in nazionale ― India | Cronologia completa delle presenze e delle reti in nazionale ― India | Cronologia completa delle presenze e delle reti in nazionale ― India | Cronologia completa delle presenze e delle reti in nazionale ― India |
| Data                                                                 | Città                                                                | In casa                                                              | Risultato                                                            | Ospiti                                                               | Competizione                                                         | Reti                                                                 | Note                                                                 |
| -------------------------------------------------------------------- | -------------------------------------------------------------------- | -------------------------------------------------------------------- | -------------------------------------------------------------------- | -------------------------------------------------------------------- | -------------------------------------------------------------------- | -------------------------------------------------------------------- | -------------------------------------------------------------------- |
| 27-3-2018                                                            | Biškek                                                               | Kirghizistan                                                         | 2 – 1                                                                | India                                                                | Qual. Coppa d'Asia 2019                                              | -                                                                    | 64’                                                                  |
| 1-6-2018                                                             | Mumbai                                                               | India                                                                | 5 – 0                                                                | Taipei cinese                                                        | Coppa Intercontinentale 2018 - 1º turno                              | -                                                                    | 80’                                                                  |
| 10-6-2018                                                            | Mumbai                                                               | India                                                                | 2 – 0                                                                | Kenya                                                                | Coppa Intercontinentale 2018 - Finale                                | -                                                                    | 90+1’                                                                |
| Totale                                                               |                                                                      | Presenze                                                             | 3                                                                    |                                                                      | Reti                                                                 | 0                                                                    |                                                                      |

## Palmarès

### Club
- I-League 2nd Division: 1

Aizawl: 2015
- I-League: 1

Aizawl: 2016
- Super Cup (India): 1

Odisha: 2023

### Nazionale
- Coppa Intercontinentale (India): 1

2018

### Individuale
- Indian Super League Emerging Player of the League: 1

Kerala Blasters: 2017-2018